# Cosalá

Cosalá é um município do estado de Sinaloa, no México.